# Амберг
Амберг (њем. Amberg) је град и општина у немачкој савезној држави Баварска.

## Историја
Град се по први пут помиње 1034. године под именом Аменберг. Постао је значајан трговачки центар, а 1269. године заједно са Бамбергом доспио је под власт Вителбаха, који су владали Баварском. Од 1329. Амберг заједно са горњим Палатинатом се одваја од Баварске и њиме влада побочна грана династије Вителсбах. Иако је град географски припадао претежно католичкој Баварској владари горњега Палатината су били либерални, што је омогућило граду да прихвати лутеранизам. Покушај владара да уведу радикалнији калвинизам доживио је неуспех. Амберг је 1628. године за време Тридесетогодишњега рата постао дио Баварске, па је становништво било присиљено или да прихвати католицизам или да напусти град. Многи су тада напустили град и отишли у Регензбург и Нирнберг. У околини града одиграла се 1796. велика битка у којој је француска револуционарна војска под командом Жан-Батиста Журдана побједила аустријску војску под командом надвојводе Карла од Аустрије.

## Географија
Општина се налази на надморској висини од 373 метра. Површина општине износи 50,1 km².

## Становништво
У самом мјесту је, према процјени из 2010. године, живјело 44.059 становника. Просјечна густина становништва износи 879 становника/km². Посједује регионалну шифру (AGS) 9361000.

## Међународна сарадња
| Мјесто           | Држава               | Врста сарадње | Од    |
| ---------------- | -------------------- | ------------- | ----- |
| Дезенцано        | Италија              | партнерство   | 2006. |
| Трикала          | Грчка                | партнерство   | 2001. |
| Бистрица Клодска | Пољска               | партнерство   | 2001. |
| Усти на Орлици   | Чешка                | партнерство   | 2001. |
| Крањ             | Словенија            | контакт       | 1982. |
| Периге           | Француска            | партнерство   | 1965. |
| Силинјерви       | Финска               | пријатељство  | 2000. |
| Аргајл и Бјут    | Уједињено Краљевство | партнерство   | 1967. |
| Извор            |                      |               |       |